# Mato Stanković
Mato Stanković (Dubrovnik, 28. rujna 1970.) hrvatski je malonogometni trener i bivši igrač. Izbornik je hrvatske malonogometne reprezentacije.

## Životopis
Mato Stanković je rođen u Dubrovniku. Prije nego što je postao malonogometaš i malonogometni trener igrao je veliki nogomet za nogometni klub Konavljanin iz Čilipa. Odlaskom na Kineziološki fakultet u Splitu započeo je svoju malonogometnu igračku karijeru u malonogometnom klubu Dalma. U sezoni 1996./97. s malonogometnim klubom Split 1700 osvojio je naslov prvaka Hrvatske malonogometne lige. Za isti klub je igrao sve do kraja igračke karijere, a potom je 2000. godine postao trener iste momčadi.
U razdoblju od šest godina na klupi MNK Splita (kasnije MNK Brodosplit inženjering) osvojio je pet prvenstava i pet titula pobjednika hrvatskog malonogometnog kupa. Na Futsal kupu pod pokroviteljstvom UEFE 2002. godine je osvojio 3. mjesto. Godine 2002. postao je pomoćnik izbornika malonogometne reprezentacije Hrvatske. Na tome mjestu je ostao do 2004. godine, a nakon što je diplomirao na Kineziološkom fakultetu, Mato Stanković je završio i dvogodišnju malonogometnu trenersku školu.
Godine 2006. imenovan je izbornikom reprezentacije Libije s kojom je 2008. osvojio Afričko malonogometno prvenstvo. Iste godine je osvojio i Arapsko futsal prvenstvo, a već sljedeće 2009. godine s Libijom osvaja Sjevernoafričko malonogometno prvensto.
Izbornikom malonogometne reprezentacije Hrvatske postao je 2010. godine, da bi već u studenom iste te godine s reprezentacijom osvojio Mediteranski kup.
Najveći uspjeh s reprezentacijom Mato Stanković je ostvario na Europskom malonogometnom prvenstvu, koje se 2012. godine održalo u Hrvatskoj, gdje je nakon plasmana u poluzavršnicu osvojio 4. mjesto.